# Dromomeryx
Dromomeryx borealis
Genre
Espèce
Synonymes
- †Blastomeryx borealis Cope, 1877

Dromomeryx est un genre fossile d'ongulés artiodactyles de la famille des Palaeomerycidae qui étaient endémiques de l'Amérique du Nord.
Ce genre n'est représenté que par une seule espèce, Dromomeryx borealis.

## Description
Dans sa description en 1877, Edward Drinker Cope indique que la longueur totale du crâne était de 0,32 m et que cet animal devait être d'une taille similaire à celle de l'actuel Cerf hémione (Odocoileus hemionus),.

### Publications originales
- Genre Dromomeryx :
  - [1909] (en) Earl Douglass (d), « Dromomeryx, a new genus of American ruminants », Annals of Carnegie Museum, Pittsburgh, vol. 5, no 11,‎ 1909, p. 457-479 (ISSN 0097-4463). .
- Espèce Dromomeryx borealis sous le taxon Blastomeryx borealis :
  - [1877] (en) E. D. Cope, « Descriptions of New Vertebrata from the Upper Tertiary Formations of the West », Proceedings of the American Philosophical Society, Philadelphie, APS, vol. 17,‎ 21 décembre 1877, p. 219-231 (ISSN 0003-049X et 2326-9243, OCLC 1480557, JSTOR 982301, lire en ligne). .